# Причини правопорушень
Причини правопорушень — це соціальні явища різного рівня, що призводять до їх вчинення на масовому, груповому та індивідуальному рівнях у будь-якій відносно самостійній сфері суспільства.

## Види правопорушень
Всі причини правопорушень можна класифікувати за різними критеріями:
За рівнем прояву
- на індивідуальному рівні вивчаються причини правопорушень конкретної людини(неузгодженість поведінки з вимогами суспільства, що викликано деформацією особистості, її антисуспільною настановою, специфікою впливу оточуючих на її поведінку);
- на рівні соціальних груп (несприятливі умови формування особистості, різні прояви деформації правосвідомості на груповому рівні, що мають місце в оточуючому середовищі);
- на загальносуспільному рівні(зміни в різних системах суспільства — в соціальній, економічній, культурній, психологічній, а останнім часом і в політичній);

За своїм змістом, що визначається основними сферами життя суспільства
- економічні;
- соціальні;
- політичні;
- ідеологічні;
- юридичні;

За значимістю в обумовлюванні, детермінації правопорушень
- основні — соціальні явища, яким належить визначальна, вирішальна роль у цьому процесі (наприклад, суперечність чинного законодавства основним правам людини, загальнолюдським моральним приписам); протиріччя між ним і потребами, інтересами тих чи інших соціальних груп, окремих осіб, якщо правова культура останніх відзначається неналежним рівнем; суттєві вади недоліки законодавства;

- неосновні — явища, які лише полегшують вчинення правопорушень, здійснюють такий вплив на фоні головних факторів, саме завдяки ним, тобто так звані фонові явища (наприклад, недосконалість обліку і охорони матеріальних цінностей, недостатній контроль за дотриманням правил техніки безпеки, правил дорожнього руху тощо). Останню групу явищ нерідко відображають іншим, окремим поняттям: «обставини (або умови), що сприяють вчиненню правопорушеннь».

За онтологічним статусом стосовно свідомості конкретної особи
- об'єктивні — явища, що не залежать від неї (наприклад, недоліки в роботі державних органів);
- суб'єктивні — явища, які входять до складу індивідуальної свідомості конкретного суб'єкта, безпосередньо визначаються нею (наприклад, незнання особою вимог закону, її від'ємне, негативне ставлення до його приписів, психологічна установка особи на протиправну поведінку, алкоголізм, наркоманія, пропаганда в засобах масової інформації і мистецтві насильства, розпусти).

## Теорії причин правопорушень
Виясненням причин правопорушень займались давно, ще з часів Арістотеля і Платона. Більш детально почали вивчати причини правопорушень в XIX-ХХ століттях, що було обумовлено великим ростом правопорушень, збільшенням населення, розвитком капіталізму та іншими причинами.
Наука нараховує декілька десятків найбільш розповсюджених теорій причин правопорушень. Всі концепції про причини правопорушень можна поділити на дві основні групи: соціологічні і біосоціологічні. Перші характерні для американської і англійської науки; другі — для європейської і латино-американської науки.

### Соціологічні теорії причин злочинності
1. Ведучою теорією є теорія науково-технічної революції як комплексної причини правопорушень в XX ст. НТР викликає такі серйозні соціальні зміни, як індустріалізацію, урбанізацію, автомобілізацію, міграцію. Вони порушують традиційні форми сімейних зв'язків, релігії, культури, внаслідок чого відбуваються відчуження і знеособлення людини, придушення її індивідуальності. Концентрація населення в містах, розповсюдження загальної байдужості підвищують агресивність, егоїзм, індивідуалізм і емоційну нестриманість, що веде до зростання правопорушень.
2. Вчення Є.Сатерленда про деференціальні асоціації (різні зв'язки). Суть цієї теорії зводиться до того, що правопорушниками не народжуються, а навчаються в процесі багатогранних контактів особи в мікрогрупах: в сім'ї, на вулиці, в профспілках тощо Домінування в таких групах антигромадських поглядів, установок і пропозиції веде до правопорушень в інших осіб і навпаки. Але ця теорія не пояснює походження правопорушень, вона вважає, що правопорушення вічно присутні у людському суспільстві. Вона критикує біопсихіатричні фактори правопорушень і ігнорує свободу волі людини.
3. Теорія соціальної дезорганізації (аномії). Її суть: різний рівень багатства і бідності, велика соціальна нерівність ведуть до правопорушень. Американський кримінолог Т. Є. Шур вважає США правопорушним суспільством, оскільки воно нерівноправне суспільство. Соціальна єдність суспільства веде до нормального життя і зменшення правопорушень.
4. Теорія багатофакторності (Кетле Гере). До таких факторів відносять: фізичні, кліматичні, теоретичні, психічні, антропологічні, соціальні. Барт нарахував більше 170 таких факторів, хоча і ця теорія не давала системного аналізу.
5. Класова теорія. Її суть зводиться до того, що основною причиною правопорушень є класова приналежність і майнова нерівність.

Крім того французький вчений Стансю називає 11 основних факторів правопорушень:
- дегуманізація людських законів в результаті НТР;
- урбанізація — ріст великих міст;
- індустріалізація;
- конкуренція;
- бідність і велика розкіш населення;
- фрустрація — емоційне незадоволення потреб і інтересів багатьох людей;
- страх перед новими хворобами;
- нудьга і незайнятість;
- алкоголізм;
- етнічно-психологічна несумісність;
- почуття неповноцінності в результаті багатьох факторів.

### Біосоціальні теорії правопорушень
Серед цих теорій причин правопорушень найбільш розповсюджені теорія небезпечного стану, фрейдистські (психоаналітичні) теорії, теорія психопаталогічних причин, спадкові теорії, теорії конституціональної схильності.
1. Небезпечний стан — перманента (змінююча) і іманеннтна (внутрішньо присутня) людині схильність до здійснення правопорушень. Небезпечний стан — це явище не юриспруденції, а медицини.
2. Фрейдистські теорії правопорушень отримали розповсюдження з початку XX століття під впливом лікаря-психіатра Зігмунда Фрейда. Суть цієї теорії полягає в тому, що людина з часу народження біологічно приречена на постійну жорстоку боротьбу антисоціальних глибинних інстинктів — агресивних, статевих, страху — з моральними установками особи. З цим пов'язаний комплекс неповноцінності, особливо часто цим пояснюють правопорушення неповнолітніх. Особистість людини формується в дитячому віці, то відношення матері до сина і сина до матері (комплекс Едіпа), а також батька до дочки і навпаки (комплекс Електри) розглядаються доленосним формуючим фактором, від якого людина не може позбавитись все своє життя.
3. Теорія психопатологічних причин. Головна думка цієї теорії — правопорушник завжди психопатична або розумово відстала особа.
4. Спадкові теорії — вважають причиною правопорушень, які передаються по спадщині. Ця причина знаходиться в хромосомах, генетичному коді людини, яка має схильність до антисоціальної поведінки. Іноді її називають «теорія сімейного дерева». Ця теорія практично не підтверджуються, хоча в окремих випадках такі приклади можуть бути.
5. Теорія конституціональної схильності (Е. Кречмер, нім. проф. медицини). Її суть полягає в тому, що між будовою тіла і психологічними рисами особи, особливо її характером, є прямий зв'язок. Чим більш раннє правопорушення, небезпечне і регулярне, тим значніша роль біологічних факторів. Це. по суті, антропологічна теорія.
6. Правові теорії. Їх суть полягає в тому, що окремі раси людей більш схильні до антисоціальної поведінки, ніж біла раса. Разом з тим на правопорушення більш впливають соціально-економічні фактори, а також національність, відношення суду до підсудних тощо.
7. Існують і інші теорії і підходи до причин правопорушень. Деякі дослідження і висновки про причини антисоціальної поведінки були висказані ще Ш. Монтескьє і І. Бентамом, які пробували інтерпретувати з точки зору впливу на людину географічного середовища, клімату, стану здоров'я, а також деяких соціальних факторів. Чарльз Ломброзо висунув теорію «уродженого» правопорушника, в якій на перший план поставив антропологічні, біологічні, психобіологічні фактори правопорушень, а його послідовник Феррі Е. пробував поєднати антропологічні, фізичні і соціальні фактори антисоціальної поведінки в одну класифікацію. Існують також психологічні, правові і політичні підходи тощо. Для більшості науковців немає доказів того, що біологічні фактори обумовлюють правопоруешення. В кожній расі є біологічно неповноцінні представники, які схильні до правопорушень.
8. Психофізіологічні причини правопорушень.  Тривалий вплив травматичної інформації поступово вносить зміни у фізіологію організму і психіку людини. Так, процес вироблення гормону адреналіну, що детермінує негативні переживання, стає основним. А процес адаптації до негативного впливу стрес-чинників формує в особистісному несвідомому несвідомої сфері психіки автоматизми оптимізації. Сформовані захисні механізми негативні переживання поступово послаблюють, а згодом можуть взагалі припинити, трансформуючи енергію цих переживань, наприклад, в творчість, досягнення соціально прийнятних цілей, фізичну діяльність та інше. Зазначені психофізіологічні зміни закріплюються в керуючій (регулюючій) системі фізіології організму у формі «стереотипу травматичного заміщення».  Стереотип травматичного заміщення   — це хибне сприйняття негативної інформації як корисної або такої, що не шкодить людині, спричинене мимовільним корегуванням програми оптимізації внутрішніх функцій і критеріїв оцінки стану внутрішнього та зовнішнього середовища в керуючій системі фізіології організму, внаслідок тривалого впливу різноманітних загроз і неприємних переживань. Для підтримання внутрішньої рівноваги і стабільності (стереотипу), небезпека стає внутрішньою потребою людини. З послабленням дії зовнішніх стрес-чинників, або їх повної відсутності, у людини знижується рівень життєвих сил, починаються депресивні розлади. Для збереження трансформованого алгоритму психофізіоргічних процесів, несвідома сфера психіки починає залучати «негативні ресурси» травматичних латентних мегабітів, кризисних та гібридних фантомів. Необхідність відновлення життєвої енергії може мимовільно спонукати людину до небезпечних і навіть кримінальних дій [c. 69, 70][1].